# Michela Cava
Michela Cava är en kanadensisk ishockeyspelare som har spelat för Modo Hockey, Brynäs IF och spelar säsongen 20/21 med Luleå HF/MSSK i Svenska damhockeyligan. Under sin tid i College representerade hon både Connecticut och Minnesota-Duluth i NCAA:s damhockeyliga. Efter College spelade hon en säsong i Canadian Women's Hockey League (CWHL) för Toronto Furies och blev invald i ligans allstar-lag. Inför säsongen 2017/2018 kontrakterades hon av Modo. Första säsongen spelade hon ihop 55 poäng (25+30) på 36 matcher vilket gav henne en femteplats i poängligan. Cava är känd som en stark skridskoåkare och bra tekare.